# SLFA First Division
Die Saint Lucia Football Association First Division (kurz: SLFA First Division) ist die höchste Fußballliga der Herren auf der Karibikinsel St. Lucia. Das Jahr der Austragung einer Gesamtmeisterschaft der Insel ist nicht bekannt, jedoch gab es bereits in den 1970er und 1980er Jahren sogenannte Inter-Distrikt-Meisterschaften, in denen jeweils die Meister der jeweiligen Distrikts ermittelt wurden. Somit ist das genaue Gründungsjahr der Liga ebenfalls nicht bekannt. Zusätzlich wurden bereits in den 1970er Jahren Finalspiele gegen andere Distriktsieger ausgetragen. In den 1990er Jahren tauchten weitere nationale Pokalwettbewerbe, teilweise unterschiedlichen Namens, auf.
Der Meister der Liga hat die Möglichkeit an der CFU Club Championship teilzunehmen und sich dadurch für die CONCACAF Champions League zu qualifizieren. Fünfmal (2000, 2001, 2002, 2005 und 2011) haben lucianische Mannschaften mittlerweile an der CFU Club Championship teilgenommen; keine hatte sich bislang für CONCACAF Champions League qualifiziert. Die meisten Teams schieden bereits sehr früh aus dem Wettbewerb aus; die Ausnahme bilden die Northern United All Stars, die es bei der CFU Club Championship 2005 nach Siegen über Positive Vibes Victory von den Amerikanischen Jungferninseln in der ersten Runde und die Victory Boys von den Niederländischen Antillen im Viertelfinale erst im Halbfinale gegen die SV Robinhood aus Suriname mit einem Gesamtergebnis von 3:7 unterlag.
Als Rekordmeister von St. Lucia wird der Vempers Sports Athletic Dramatic Club, kurz VSADC, mit neun Meistertiteln, wovon jedoch nur vier Titel aus den Jahren 2001, 2002, 2011 und 2012 gesichert sind, der Klub jedoch auch 1982, 1984, 1985, 1988 und 1998 lucianischer Meister geworden sein soll, gelistet.

## Bisherige Meister
- 1980: Dames SC (Vieux Fort)
- 1981: Uptown Rebels (Vieux Fort)

1982, 1984, 1985 und 1988 soll der VSADC die ersten vier Mal Meister geworden sein.
- 1997: Pioneers FC (Castries)
- 1998: Rovers United (Mabouya Valley) (In diesem Jahr soll der VSADC ebenfalls Meister geworden sein.)
- 1999: Roots Alley Ballers (Vieux Fort)
- 2000: Roots Alley Ballers (Vieux Fort)
- 2001: VSADC (Castries)
- 2002: VSADC (Castries)
- 2003/04: Roots Alley Ballers (Vieux Fort)
- 2004/05: Northern United (Gros Islet)
- 2005/06: Canaries (Canaries)
- 2006/07: Anse Chastanet GYSO (Soufrière)
- 2007/08: Anse Chastanet GYSO (Soufrière)
- 2008: Aux Lyons United (Mabouya Valley)
- 2009: Roots Alley Ballers (Vieux Fort)
- 2010: Northern United (Gros Islet)
- 2011: VSADC (Castries)
- 2012: VSADC (Castries)
- 2013: Big Players (Marchand)
- 2014: nicht bekannt; möglicherweise nicht abgehalten
- 2015: Young Roots (Vieux Fort)
- 2016: Survivals (Mabouya Valley)
- 2017: Northern United (Gros Islet)
- 2018: Platinum FC (Vieux Fort North)
- 2019: Platinum FC (Vieux Fort North)
- 2020: Keine
- 2021: Platinum FC (Vieux Fort North)
- 2022: B1 FC (Castries)
- 2023: Bexon Active Youth Squad (Bexon)[1]
- 2024: Unbekannt